# Proposizione concessiva in greco antico
Come in italiano, anche in greco antico si dice proposizione concessiva la frase subordinata che esprime una circostanza nonostante la quale si verifica quanto espresso nella reggente.

## Formazione
Sono simili alle proposizioni condizionali, nella forma esplicita sono introdotte dalla congiunzione καί seguite dall'indicativo, per indicare una circostanza obiettiva, dal congiuntivo se questa è eventuale, dall'ottativo se è considerata possibile, dall'indicativo dei tempi storici se è irreale. Esse esprimono un fatto, nonostante il quale si compie l'enunciato della proposizione reggente, e possono esprimere un fatto reale, o una supposizione, e sono precedute dalle particelle che significano: "anche se - benché - nonostante che - sebbene", oppure "pur" + gerundio o il participio italiano, reso dal participio greco, dato che la lingua greca antica, a differenza del latino, non possiede né gerundivo, né gerundio.
- Esplicite: sono introdotte dalla congiunzione εἰ καί oppure καὶ ἐάν (negazione μή) + indicativo (per esprimere realtà dell'azione), il congiuntivo per l'eventualità, l'ottativo per la possibilità, e l'indicativo dei tempi storici per indicare l'irrealtà.

- Implicite: si esprimono col participio congiunto, a volte accompagnato da καίπερ, che concorda con il tempo verbale della reggente, poi con il genitivo assoluto e l'accusativo assoluto + infinito.